# Kabel Eins Doku
Kabel Eins Doku ist ein deutscher privater Fernsehsender der ProSiebenSat.1 Media SE. Der Sender ist ein Ableger von Kabel Eins und ging am 22. September 2016 auf Sendung. Der Sender konzentriert sich vollständig auf Dokumentarfilme und Reportagen und ist im Free-TV zu sehen.

## Programm
Das Programm ist nach Angaben des Senderchefs Thorsten Pütsch „klar durchgetaktet“ und besteht nur aus Dokumentationen und Reportagen mit den Schwerpunkten Geschichte, „True Crime“ sowie Natur und Technik. Das Sendeschema für die Primetime sieht wie folgt aus:
- Montag: Reportagen
- Dienstag: Dokumentationen unter dem Thema „Weltall, Aliens und Unerklärliche Phänomene“
- Mittwoch: Beiträge aus dem Bereich „True Crime“ bzw. „Real Crime“ unter dem Thema „Täter und Opfer“
- Donnerstag: Reportergeschichten unter dem Thema „Mythen und Legenden“
- Freitag: Geschichtsdokus
- Samstag: Beiträge unter dem Thema „Macht und Mächte“
- Sonntag: Beiträge unter dem Thema „Katastrophen und Schicksale“

## Zielgruppe
Dokumentationen werden schon auf zahlreichen anderen deutschsprachigen Fernsehsendern im öffentlich-rechtlichen (z. B. Phoenix), sowie im privatrechtlichen Free-TV (z. B. N24, n-tv) und im Pay-TV (z. B. Discovery Channel) gezeigt. kabel eins Doku sollte jedoch der erste reine Doku-Sender im frei empfangbaren Fernsehen in Deutschland werden, was aufgrund des vorgezogenen Starts des Konkurrenzsenders N24 Doku jedoch nicht der Fall ist. Die Zielgruppe der meisten Dokus sind Männer von 40 bis 64 Jahren. Diese Zielgruppe sieht zurzeit überwiegend öffentlich-rechtliche Programme und stellt eine Lücke im Portfolio von ProSiebenSat.1 dar. Diesen Werbemarkt möchte kabel eins Doku gewinnen. Zusätzlich werden mittwochs mit den Beiträgen aus dem Bereich „True Crime“ auch Frauen anvisiert.

### Marktanteile
| Altersgruppe | 2017  | 2018  | 2019  | 2020  | 2021  | 2022  | 2023  | 2024  |
| ------------ | ----- | ----- | ----- | ----- | ----- | ----- | ----- | ----- |
| ab 3 Jahren  | 0,3 % | 0,5 % | 0,7 % | 0,7 % | 0,8 % | 0,8 % | 0,8 % | 0,9 % |
| 14–49 Jahre  | 0,3 % | 0,7 % | 0,9 % | 1,0 % | 1,2 % | 1,2 % | 1,3 % | 1,4 % |

## Geschäftsführer
- Thorsten Pütsch (22. September 2016 bis 30. April 2017)
- Marc Rasmus[6] (1. Mai 2017 bis 31. Oktober 2023)
- Ellen Koch[1] (seit 1. November 2023)

## Kabel Eins Doku Austria
In Österreich ging der Sender am selben Tag als Kabel Eins Doku Austria an den Start. Das Programm wird dabei ergänzt durch Kurznachrichten vom Schwesternsender Puls 4. Diese werden unter der Marke 4News werktags ab 18 Uhr fünfmal ausgestrahlt.

## Empfang

Logo von kabel eins Doku Austria

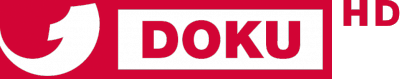
Logo der HD-Version

Satellit (DVB-S): Über Astra (19,2° Ost) auf 12.545 MHz, Transponder: 107, SDTV, Auflösung 720 × 576 Pixel, Symbolrate: 22000 MS/s, Polarisation: Horizontal, FEC: 5/6; seit 1. September 2016

Im Kabelfernsehen wird der Sender bei Unitymedia, Vodafone Kabel Deutschland und Wilhelm.tel ausgestrahlt.
Über IPTV ist der Sender bei MagentaTV, Vodafone (seit 22. bzw. 20. September 2016), Magine TV, Zattoo TV sowie den IPTV-Produkten von EWE TEL, NetCologne und M-net empfangbar.
kabel eins Doku Austria
Satellit (DVB-S2): Über Astra (19,2° Ost) auf 11.671 MHz, Transponder: 31, Symbolrate: 22.000 MS/s, Polarisation: Horizontal, FEC: 2/3

Obwohl der Sender im herkömmlichen SDTV in MPEG-2 ausgestrahlt wird, ist er wie schon die Österreich-Ableger von ProSieben Maxx und Sat.1 Gold aufgrund des DVB-S2-Sendemodus nicht mit allen Standardgeräten empfangbar.
kabel eins Doku HD
Über IPTV ist der Sender in HD bei MagentaTV (seit Oktober 2016), HD+ (seit 17. Januar 2020) und bei Vodafone (seit 26. Februar 2020) empfangbar.

## Trivia
- Im selben Zeitraum startete mit dem Sender N24 Doku, ein Timeshift-Ableger der ehemaligen Tochter N24 der konkurrierenden WeltN24 GmbH, welcher ebenfalls auf Dokumentarfilmen und Reportagen spezialisiert ist.[11]
- Seit 2005 zeigt der Muttersender Kabel eins Dokumentarfilme in der Sendung K1 Doku.[12]